# Brovina
Brovinë en albanais et Brovina en serbe latin (en serbe cyrillique : Бровина) est une localité du Kosovo située dans la commune/municipalité de Gjakovë/Đakovica, district de Gjakovë/Đakovica (Kosovo) ou de Pejë/Peć (Serbie). Selon le recensement kosovar de 2011, elle compte 565 habitants, dont une majorité d'Albanais.

## Histoire
Le village abrite une plusieurs tours-résidences datant du XIXe siècle : celle d'Ibish Alisa, inscrite sur la liste des monuments culturels du Kosovo, et celles de Rama Zeqa, d'Avdyl Sejdisë et de Zeqa Berisha, proposées pour une inscription.

## Démographie

### Évolution historique de la population dans la localité
| 1948 | 1953 | 1961 | 1971 | 1981 | 1991 | 2011 |
| ---- | ---- | ---- | ---- | ---- | ---- | ---- |
| 396  | 406  | 418  | 518  | 649  | 708  | 565  |

|  |